# Enalcyonium forbesi
Enalcyonium forbesi is een eenoogkreeftjessoort uit de familie van de Lamippidae. De wetenschappelijke naam van de soort is voor het eerst geldig gepubliceerd in 1901 door T. Scott.